# 小河重房
小河 重房（おがわ しげふさ、1129年?1131年?-没年不詳）は、平安時代末期の武将。源重遠の子。尾張源氏。
小河氏初代当主であり、水野氏の祖。

## 概要
源重遠の三男として誕生。外祖父は源義家（八幡太郎）。平家政権に追われ各地に散った源氏一族のうち、重房は尾張国春日井郡山田庄水野（現・愛知県瀬戸市中水野） に逃れ、その後は尾張国知多郡小川村（知多郡阿久比郷小河、現在の愛知県知多郡東浦町緒川）に住み、この地を中心に治め、小河姓を名乗った。

## 小河氏（小川氏）

### 鎌倉時代
承久記第四巻には、『三浦泰村が郎等に、佐野太郎・小川太郎・長瀬三郎・東条三郎十四五騎打ち立つて、「雨の降り候ふに、宇治に御宿取りて入れ奉らん」とて行く。泰村心得て、「若党ども先に立ち候ふが覚束なく候ふ」とて、武蔵の守殿へ使者を立てて馳せ行く』とある。
他にも『小川太郎、京方より出で来たるよき敵を、目に掛け組まんとするところに、敵、太刀を抜いて打つに、目暮れて組んで落つ。起き上がりて見れば、我が身組んだる敵の首は人捕りてなし。「いかなる者なれば人の組みたる敵の首捕りたるぞ」と呼ばりければ、「武蔵の守殿の手の者伊豆の国の住人平馬太郎ぞかし。和殿は誰ぞ」。「駿河の次郎の手の者小川太郎」と言ひければ、「さらば」とて返す。小川これを受け取らず。後にこの由申しければ、平馬の僻事（ひがごと）なり。小川の高名にぞ成りにける』と、記載されており、この小川太郎は小川氏の養子となった3代経村（近衛道経の子：近衛経村）のことである。
ちなみに経村は京都西嵯峨野水野邑里長に在住していたため、のちの水野氏の由来の1つになる。
寛政重修諸家譜には、小川村の地頭職を小川下野守雅経とある。

### 室町時代（南北朝時代）
太平記三十五に『小河中務丞（8代正房）、仁木に同心して小河城に拠る』とある。（小河合戦）
訳：延文5年（1360年）-小河中務丞（おがわ なかつかさのじょう）と、土岐一族に属する東池田（ひがしいけだ）は、連合して仁木義長（にき よしなが）と手を結び、尾張国の小河庄の城にたてこもった。土岐直氏（とき なおうじ）は、3000余騎を率いてこの城に押し寄せ、7重〜8重に包囲して、20日間余り攻め続けた。にわかづくりの城であったので、たちまち食料が尽きてしまい、小河中務丞と東池田は、共に投降して城から出てきた。以前から、領地争いに関して含む所のあった土岐直氏は、小河中務丞の首を刎ね、京都へ送った。（太平記35-3）

### 系譜
- 初代…重房（小川三郎）
- 2代…重清ー後鳥羽天皇長衛尉
- 3代…清房（経村）ー鎌倉幕府３代将軍　源実朝に仕える
- 4代…雅経ー鎌倉幕府小川地頭職・下野守
- 5代…雅継ー鎌倉幕府小川地頭職・下野守
- 6代…胤雅ー鎌倉幕府小川地頭職・下野守
- 7代…光氏ー鎌倉幕府小川地頭職・下野守
- 8代…正房ー鎌倉幕府小川地頭職・下野守ー土岐直氏に滅ぼされる。
- 9代…信業（中務大輔）ー緒川濁池城にて戦死。濁池城：正房が亡き後、先祖小川氏八代の墳墓が在った濁池に急ごしらえで造られた砦。[8]
- 10代…信安（左馬守）ー小河一族は、信濃小川村布留山（現・長野県上水内郡小川村瀬戸川）や、 尾張国春日井郡山田庄水野（現・愛知県瀬戸市） に隠棲。[9]
- 11代…信義（土佐守）ー信濃小川村布留山に隠棲。
- 12代…信重（土佐守）ー信濃小川村布留山に隠棲。
- 13代…忠義（下野守）ー信濃小川村布留山より、再び緒川に潜在し、勢力を貯える。
- 14代…貞守ー1437年（永享9年）誕生。1475年（文明7年）に、土岐代官竹内八郎を逐して緒川城を築城。勢力を拡大し、水野氏に改姓。
- 15代…為則
- 16代…賢勝

※8代 正房が土岐氏に滅ぼされて以降の9代〜13代を経て、14代 貞守が『小川氏の末裔を称して』いるが、貞守に血縁関係があったかは不明。つまり水野氏に関して、血縁関係を辿れるのは、貞守以降となる。

## 水野氏の祖
重房の嫡男である2代重清は、尾張国春日井郡山田庄水野（現在の愛知県瀬戸市）で誕生し、山田姓あるいは水野姓を名乗る事があった。その後、室町時代に14代貞守は、小河重房の屋敷跡（高藪城）を改修し小川城（別名：緒川城）を築く（刈谷史）。水野氏は周辺へと勢力を広げ、17代忠政（水野氏初代）は、小川・刈谷のほかに、大高・半田・西尾などに勢力を拡大。忠政は、娘の於大の方（のちの伝通院）を三河国岡崎城主の松平弘忠に嫁がせる。こうして於大は嫡男家康を生むこととなる。

## 小川城（緒川城）
重房の屋敷跡（高藪城）を、14代貞守が文明7年（1475年）に小川城を築城し、緒川城と名を変え、その後慶長6年（1601年）に緒川藩が成立、水野分長が城主となるが、新城藩移封に伴い、慶長7年（1606年）に廃城。現在は公園になっている。

## 姓氏としての小川
小川姓は全国に広く分布しているが、尊卑分脈によれば『清和源氏源満政の後裔浦野重遠の子重房が小川三郎を称したことに始まる』とあることから、愛知県の小川性は由来ここからが多いと考えられる。小川の家紋としては、尾張源氏流が「十六裏菊紋」を代表に使用。他にも五七桐、沢瀉を用いた。